# Oyster card

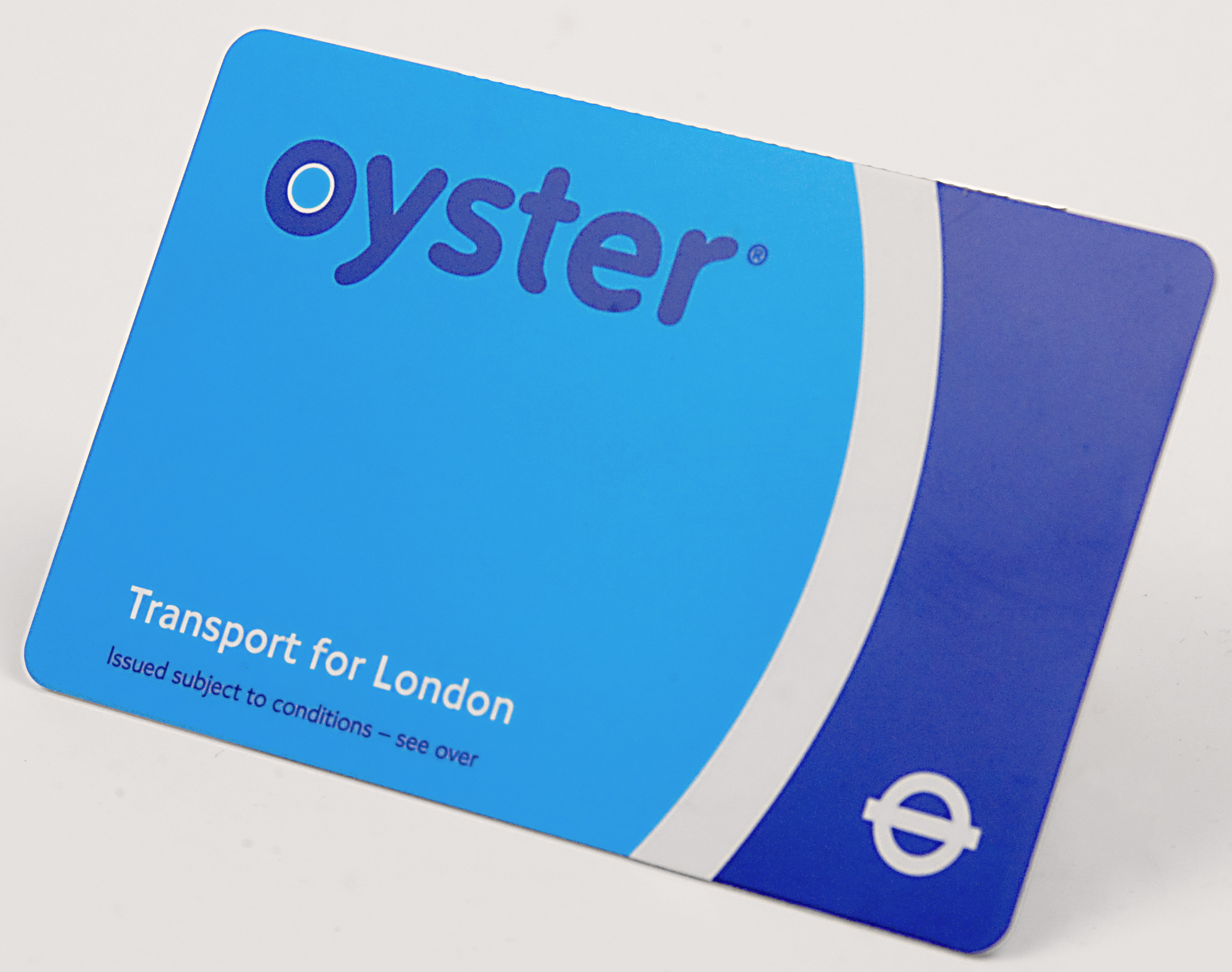
Imagem de um Oyster card

O Oyster card é um cartão de viagem eletrônico, utilizado no sistema de transporte público da Região Metropolitana de Londres, incluindo o Metrô de Londres, Overground, TfL Rail, DLR, parte da linha férrea e ônibus.